# Накидка буффало

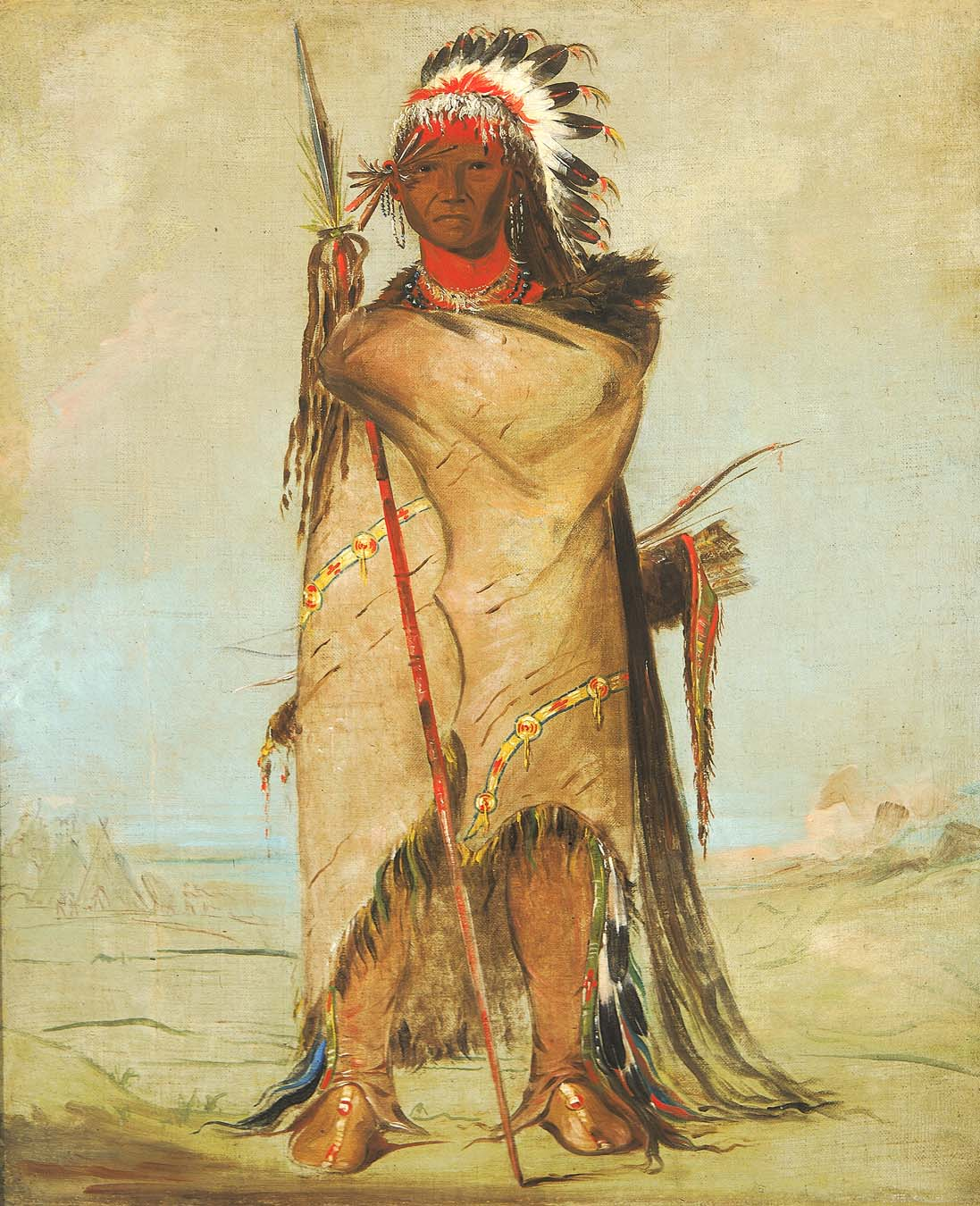
Хо-ра-то-а, воїн-ворона з головним убором, розмальованою робою буффало і волоссям, що сягає землі. Джордж Кетлін, Форт Юніон 1832.

Накидка буффало — це вироблена шкура буйвола, із залишеним волоссям. Вони використовувались як ковдри, сідла чи як торговельні предмети корінними американцями, які населяли Внутрішні низовини. На деяких були намальовані піктограмами або підрахунки зими, які зображують важливі події, такі як епідемії, голод та битви.
З 1840-х до 1870-х років великий попит на накидки у комерційних центрах Монреаля, Нью-Йорка, Сент-Пола та Сент-Луїса був основним фактором, що призвів до майже зникнення виду. Накидки використовувались як ковдри та прокладки у екіпажах та санях, і з них виготовляли шуби з буффало.
Тільки шкури, вироблені взимку в період з листопада по березень, коли хутро було велике, підходили для накидок буйволів. Літні шкури використовувались для виготовлення покриттів для тіпі та мокасин і не мали великої цінності для торговців.

## Галерея

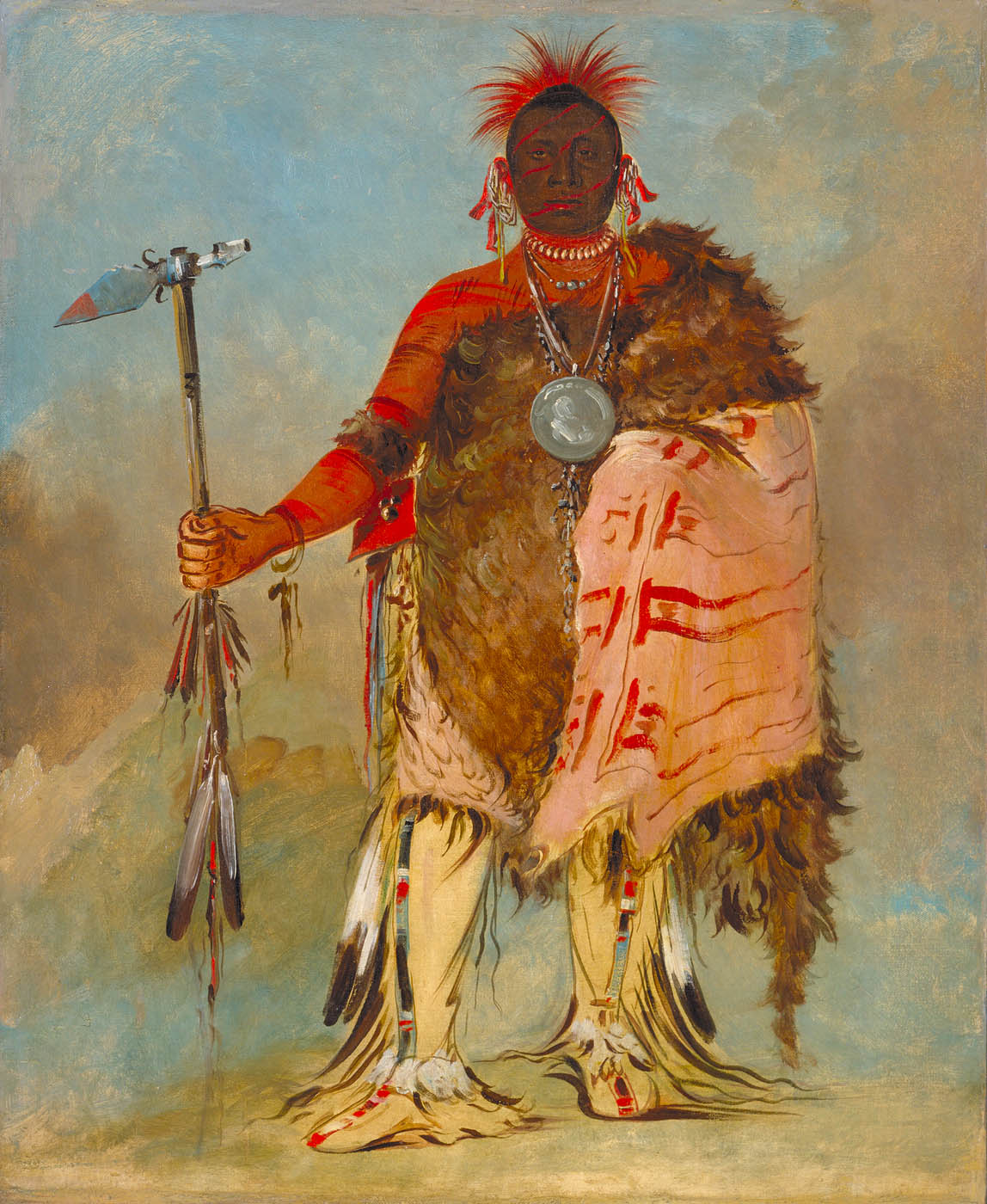
Вождь Великий Лось, написаний Джорджем Кетліном у 1832 році у форті Лівенворт.
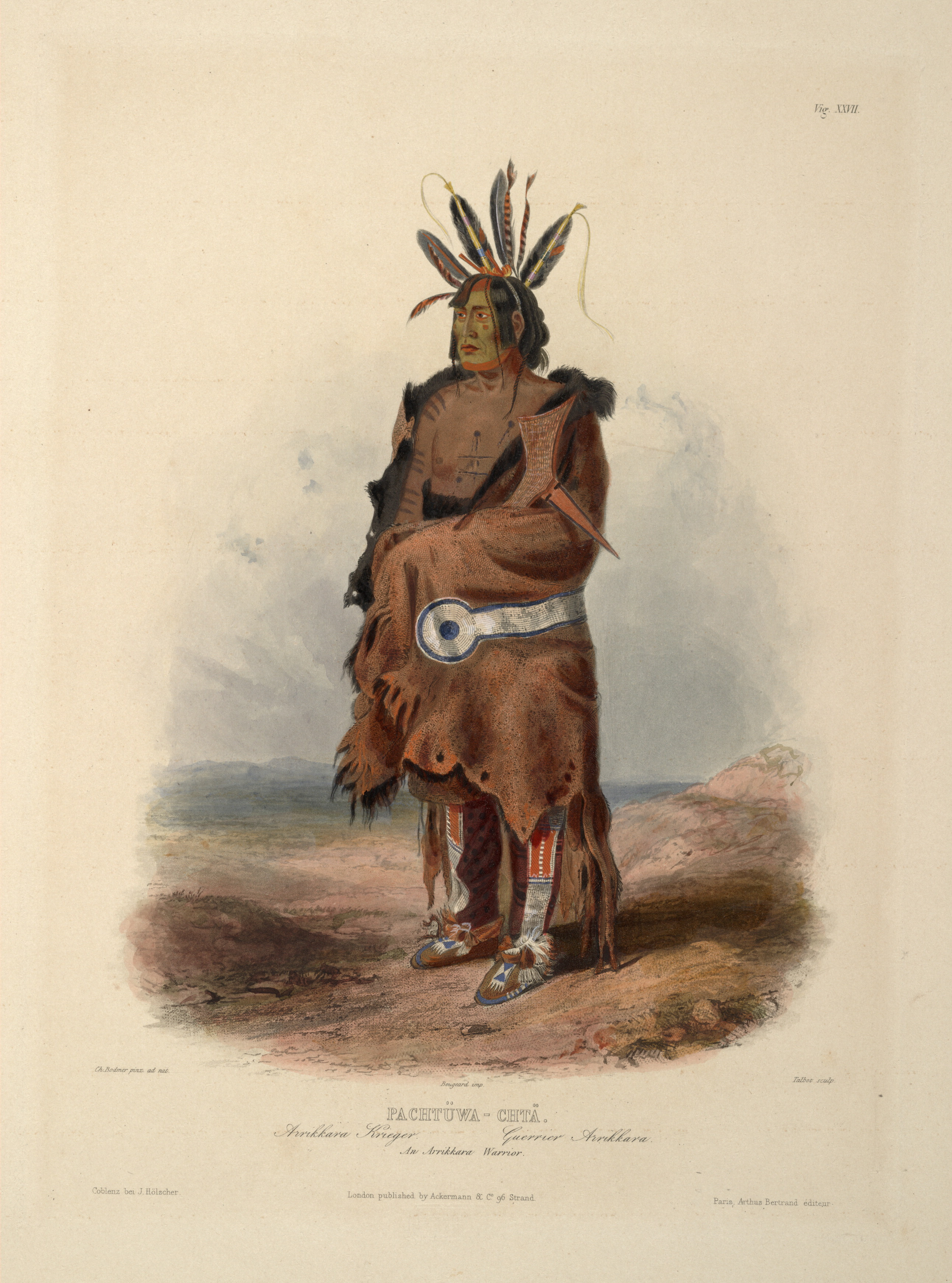
Портрет Карла Бодмера, що одягнений в бісерний халат, на початку 1840-х.
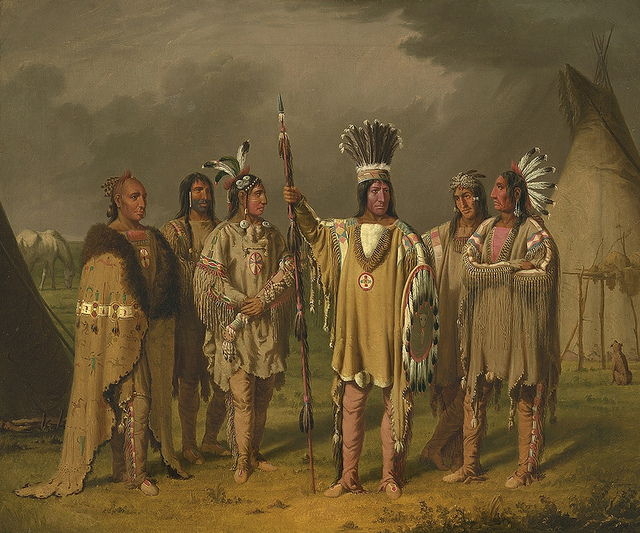
Шість вождів чорноногих - Пол Кейн 1859
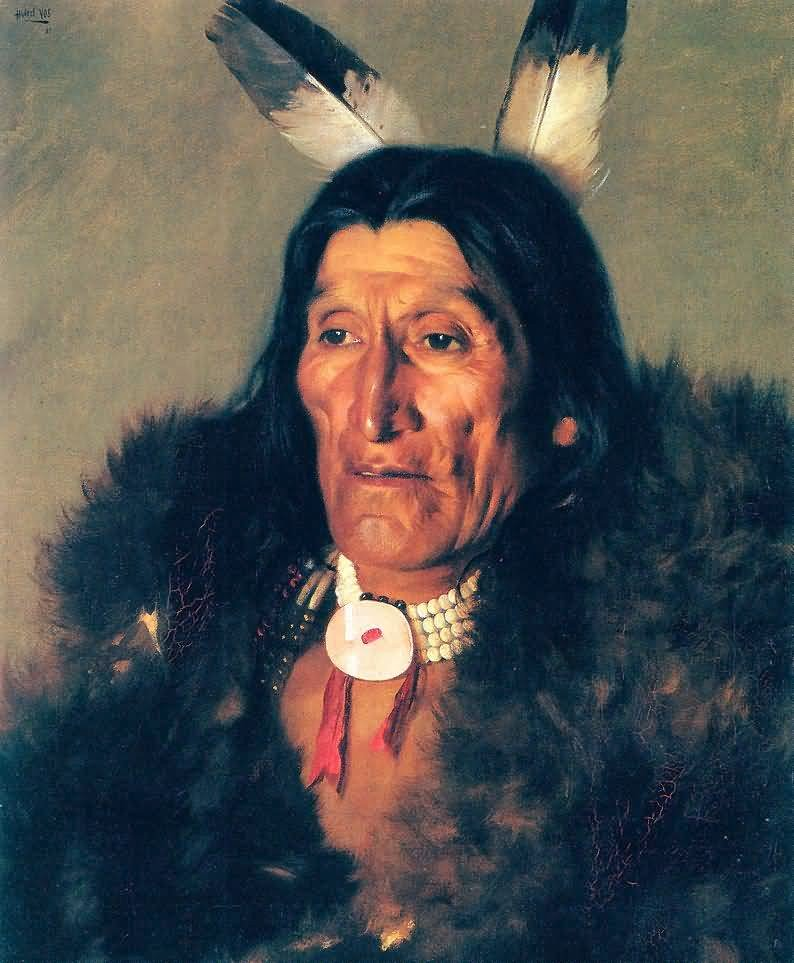
Губерт Вос - вождь сіу в накидці буффало
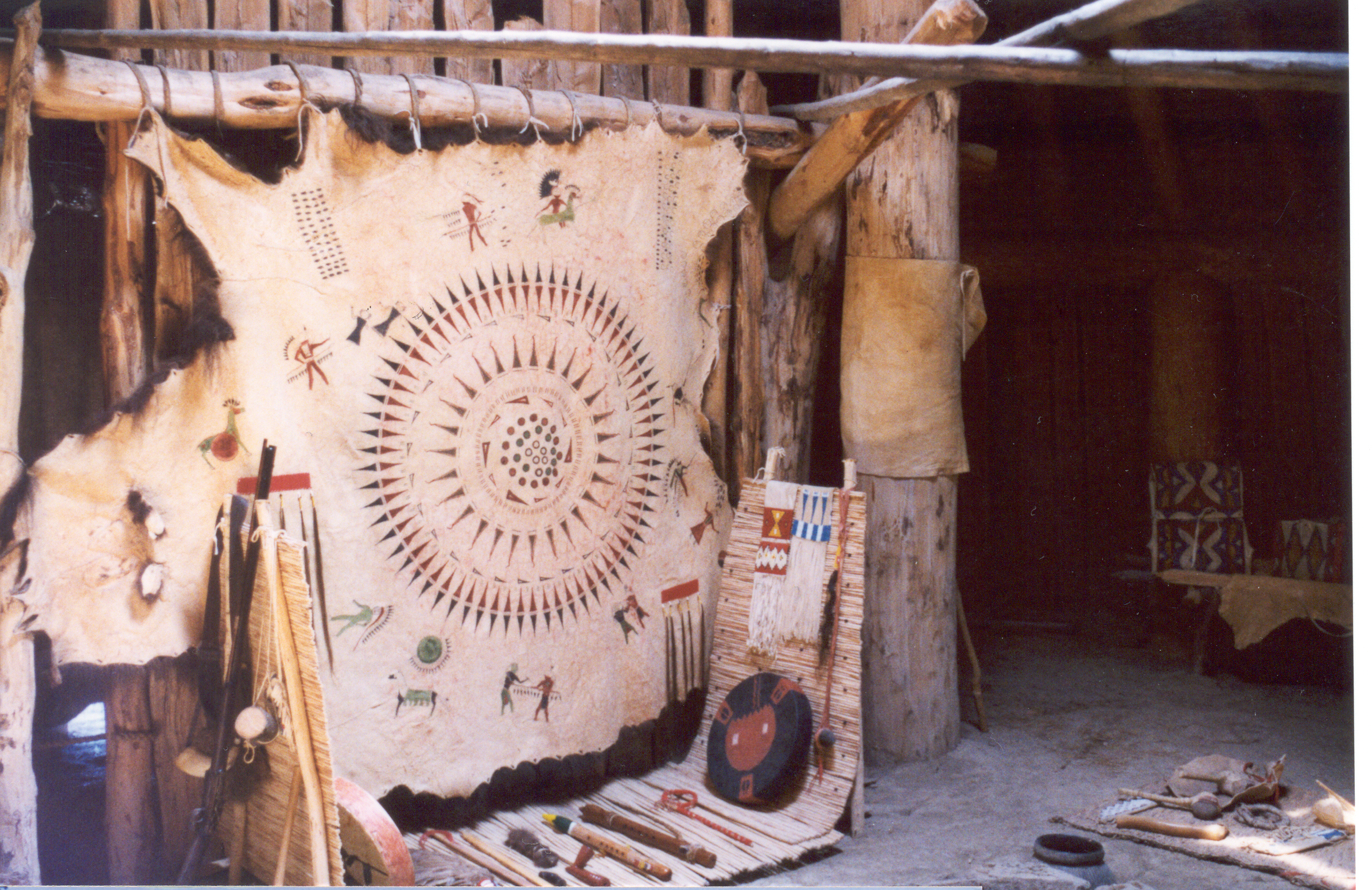
Накидка з мотивом "Пернате сонце", фото Кріса Лайта
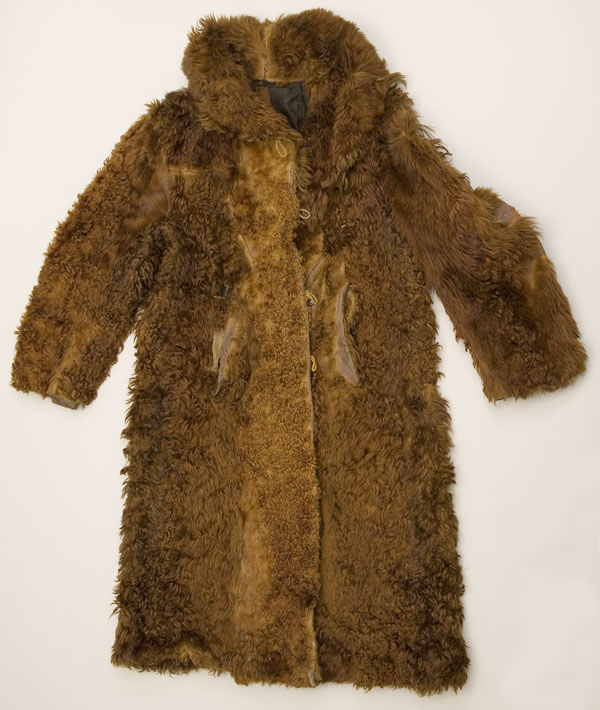
1880 пальто із буффало
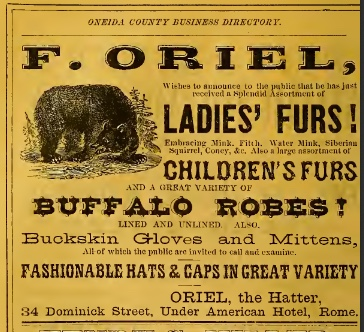
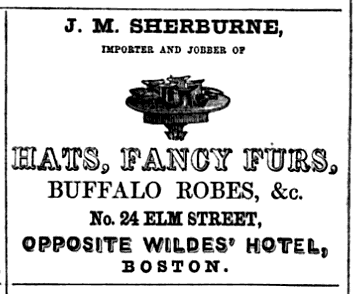